# Maybe I'm Dreaming
Maybe I'm Dreaming è l'album di debutto del progetto musicale statunitense synthpop Owl City.
Pubblicato inizialmente il 16 dicembre 2008 come autoproduzione, è uscito per l'etichetta discografica Universal il 23 febbraio 2009.

## Tracce
1. On the Wing – 5:05
2. Rainbow Veins – 4:41
3. Super Honeymoon – 3:22
4. The Saltwater Room – 4:56
5. Early Birdie – 4:16
6. Air Traffic – 3:02
7. The Technicolor Phase – 4:27
8. Sky Diver – 2:45
9. Dear Vienna – 3:58
10. I'll Meet You There – 4:17
11. This Is the Future – 2:53
12. West Coast Friendship – 4:06